# جام تخت جمشید ۱۳۵۴
جام تخت جمشید ۱۳۵۴ سومین دوره جام تخت جمشید و پنجمین دوره لیگ فوتبال ایران بود که در یک گروه ۱۶ تیمی در سال ۱۳۵۴ برگزار شد. این دوره نخستین سالی بود که لیگ فوتبال ایران ۱۶ تیم برگزار شد. از فصل قبل تیمی سقوط نکرد و تیم های تراکتورسازی تبریز، برق شیراز، ابومسلم مشهد و سپاهان اصفهان به مسابقات فصل جاری اضافه شدند. همچنین تیم عقاب به‌دلیل عدم تامین امکانات و شرایط مدنظر فدراسیون فوتبال از جام اخراج و آرارات جانشین این تیم شد. ‌این مسابقات از اسفند ماه ۱۳۵۳ آغاز شد و در آذر ماه ۱۳۵۴ به پایان رسید.
در این دوره تیم پرسپولیس تهران برای سومین بار به قهرمانی رسید.

## جدول رده‌بندی
| رده | تیم         | بازی | برد | مساوی | باخت | گل‌زده | گل‌خورده | تفاضل | امتیاز |
| --- | ----------- | ---- | --- | ----- | ---- | ----- | ------- | ----- | ------ |
| ۱   | پرسپولیس    | ۳۰   | ۱۶  | ۱۲    | ۲    | ۳۶    | ۱۲      | ۲۴+   | ۴۴     |
| ۲   | هما         | ۳۰   | ۱۲  | ۱۵    | ۳    | ۳۸    | ۲۵      | ۱۳+   | ۳۹     |
| ۳   | پاس         | ۳۰   | ۱۳  | ۱۲    | ۵    | ۲۲    | ۱۳      | ۹+    | ۳۸     |
| ۴   | تاج         | ۳۰   | ۱۲  | ۱۲    | ۶    | ۳۳    | ۲۱      | ۱۲+   | ۳۶     |
| ۵   | ابومسلم     | ۳۰   | ۱۳  | ۹     | ۸    | ۲۸    | ۲۰      | ۸+    | ۳۵     |
| ۶   | دارایی      | ۳۰   | ۹   | ۱۵    | ۶    | ۱۹    | ۱۵      | ۴+    | ۳۳     |
| ۷   | ملوان       | ۳۰   | ۱۱  | ۸     | ۱۱   | ۳۹    | ۳۲      | ۷+    | ۳۰     |
| ۸   | صنعت‌نفت     | ۳۰   | ۹   | ۹     | ۱۲   | ۲۷    | ۳۱      | ۴-    | ۲۷     |
| ۹   | ذوب‌آهن      | ۳۰   | ۶   | ۱۵    | ۹    | ۱۶    | ۲۳      | ۷-    | ۲۷     |
| ۱۰  | بانک ملی    | ۳۰   | ۷   | ۱۳    | ۱۰   | ۲۳    | ۲۵      | ۲-    | ۲۷     |
| ۱۱  | سپاهان      | ۳۰   | ۸   | ۱۰    | ۱۲   | ۲۴    | ۲۷      | ۳-    | ۲۶     |
| ۱۲  | آرارات      | ۳۰   | ۸   | ۱۰    | ۱۲   | ۲۳    | ۳۱      | ۸-    | ۲۶     |
| ۱۳  | نیرو اهواز  | ۳۰   | ۷   | ۱۱    | ۱۲   | ۲۸    | ۳۲      | ۴-    | ۲۵     |
| ۱۴  | برق شیراز   | ۳۰   | ۴   | ۱۶    | ۱۰   | ۲۰    | ۲۹      | ۹-    | ۲۴     |
| ۱۵  | راه‌آهن      | ۳۰   | ۵   | ۱۴    | ۱۱   | ۱۹    | ۲۹      | ۱۰-   | ۲۴     |
| ۱۶  | تراکتورسازی | ۳۰   | ۴   | ۱۱    | ۱۵   | ۲۱    | ۴۱      | ۲۰-   | ۱۹     |

| جام تخت جمشید ۱۳۵۴ |
| ------------------ |
| پرسپولیس تهران     |
| دومین قهرمانی      |

## نتایج بازیها
| میزبان / میهمان | آرت | ابو | ملی | برق | پاس | پرس | تاج | تراک | دار‌ | ذوب | راه‌ | سپا | صنآ | ملو | نیر | هما |
| --------------- | --- | --- | --- | --- | --- | --- | --- | ---- | --- | --- | --- | --- | --- | --- | --- | --- |
| آرارات          |     | ۱-۰ | ۱-۱ | ۰-۱ | ۱-۰ | ۳-۰ | ۱-۰ | ۰-۳  | ۲-۲ | ۰-۱ | ۰-۰ | ۰-۰ | ۱-۱ | ۰-۰ | ۱-۱ | ۰-۱ |
| ابومسلم         | ۰-۲ |     | ۰-۳ | ۲-۲ | ۰-۰ | ۱-۰ | ۰-۳ | ۰-۰  | ۲-۱ | ۱-۰ | ۰-۰ | ۱-۰ | ۰-۲ | ۰-۰ | ۱-۲ | ۱-۲ |
| بانک ملی        | ۱-۲ | ۰-۰ |     | ۰-۲ | ۲-۱ | ۴-۰ | ۱-۱ | ۱-۲  | ۰-۰ | ۲-۲ | ۰-۰ | ۱-۰ | ۱-۲ | ۱-۲ | ۱-۲ | ۱-۰ |
| برق شیراز       | ۲-۱ | ۱-۰ | ۲-۲ |     | ۱-۰ | ۱-۰ | ۲-۰ | ۱-۱  | ۰-۰ | ۱-۱ | ۰-۱ | ۰-۱ | ۰-۰ | ۱-۳ | ۰-۰ | ۲-۲ |
| پاس             | ۰-۱ | ۱-۰ | ۱-۱ | ۰-۲ |     | ۱-۰ | ۲-۱ | ۰-۱  | ۰-۱ | ۰-۱ | ۰-۰ | ۰-۱ | ۱-۱ | ۲-۳ | ۱-۰ | ۰-۰ |
| پرسپولیس        | ۰-۱ | ۰-۰ | ۰-۳ | ۰-۰ | ۰-۰ |     | ۰-۲ | ۰-۱  | ۱-۱ | ۱-۲ | ۰-۰ | ۰-۱ | ۰-۱ | ۱-۲ | ۰-۱ | ۰-۰ |
| تاج             | ۰-۳ | ۱-۳ | ۰-۰ | ۰-۰ | ۰-۲ | ۱-۳ |     | ۰-۲  | ۱-۰ | ۰-۰ | ۱-۱ | ۰-۰ | ۱-۲ | ۰-۲ | ۱-۱ | ۳-۳ |
| تراکتورسازی     | ۲-۲ | ۲-۱ | ۰-۲ | ۰-۰ | ۰-۰ | ۳-۰ | ۰-۱ |      | ۰-۰ | ۲-۳ | ۲-۲ | ۱-۱ | ۲-۱ | ۲-۱ | ۱-۲ | ۲-۰ |
| دارایی          | ۱-۰ | ۰-۲ | ۱-۰ | ۰-۰ | ۰-۰ | ۰-۰ | ۰-۰ | ۰-۰  |     | ۰-۰ | ۰-۰ | ۱-۲ | ۰-۱ | ۰-۰ | ۰-۱ | ۱-۲ |
| ذوب‌آهن          | ۱-۱ | ۲-۰ | ۰-۰ | ۰-۰ | ۰-۰ | ۰-۰ | ۱-۰ | ۱-۲  | ۰-۱ |     | ۰-۱ | ۱-۲ | ۰-۱ | ۱-۱ | ۰-۰ | ۰-۰ |
| راه‌آهن          | ۱-۰ | ۰-۰ | ۰-۰ | ۰-۱ | ۲-۰ | ۲-۳ | ۲-۰ | ۰-۲  | ۱-۰ | ۰-۰ |     | ۲-۰ | ۵-۱ | ۰-۱ | ۰-۰ | ۱-۱ |
| سپاهان          | ۰-۰ | ۲-۱ | ۲-۲ | ۰-۰ | ۱-۰ | ۰-۰ | ۰-۱ | ۰-۱  | ۰-۱ | ۰-۰ | ۰-۰ |     | ۱-۴ | ۳-۰ | ۱-۳ | ۱-۰ |
| صنعت‌نفت         | ۱-۲ | ۰-۱ | ۰-۱ | ۳-۰ | ۰-۰ | ۰-۰ | ۰-۰ | ۰-۰  | ۲-۱ | ۰-۱ | ۱-۳ | ۰-۱ |     | ۱-۱ | ۱-۲ | ۱-۰ |
| ملوان           | ۱-۳ | ۱-۰ | ۰-۰ | ۱-۵ | ۱-۰ | ۲-۰ | ۰-۰ | ۰-۳  | ۱-۱ | ۰-۲ | ۱-۲ | ۰-۲ | ۰-۱ |     | ۱-۲ | ۳-۲ |
| نیرو اهواز      | ۲-۱ | ۰-۳ | ۰-۲ | ۰-۰ | ۱-۱ | ۱-۱ | ۱-۱ | ۰-۲  | ۱-۲ | ۰-۳ | ۲-۰ | ۰-۰ | ۰-۱ | ۳-۰ |     | ۲-۰ |
| هما             | ۰-۱ | ۰-۰ | ۰-۱ | ۲-۲ | ۰-۰ | ۱-۱ | ۱-۲ | ۱-۱  | ۰-۰ | ۰-۰ | ۱-۲ | ۳-۴ | ۲-۲ | ۰-۳ | ۰-۰ |     |

| راهنمایی رنگها |
| -------------- |
| برد در خانه    |
| مساوی          |
| باخت در خانه   |

منبع:   

## جدول گلزنان
| رتبه | نام                |    | باشگاه   |
| ---- | ------------------ | -- | -------- |
| ۱    | ناصر نورایی        | ۱۸ | هما      |
| ۲    | علی نیاکانی        | ۱۱ | ملوان    |
| ۲    | ذوالفقار نظام‌آبادی | ۱۱ | صنعت‌نفت  |
| ۲    | محمود ابراهیم‌زاده  | ۱۱ | ابومسلم  |
| ۳    | صفر ایرانپاک       | ۱۰ | پرسپولیس |
| ۴    | عزیز اسپندار       | ۹  | ملوان    |